# Marcia di Topolino
La Marcia di Topolino, in inglese (The) Mickey Mouse (Club) March, è il brano di apertura del programma televisivo Il club di Topolino (The Mickey Mouse Club), creato da Walt Disney e trasmesso negli Stati Uniti dall'ottobre 1955 al 1959, sulla rete televisiva ABC. 
La musica era abbinata ad un video in cui cantano, ballano e suonano gran parte dei personaggi Disney, in particolare Dumbo, il Grillo Parlante e Paperino. 
La canzone è stata scritta dal conduttore del programma Jimmie Dodd ed è stata pubblicata dalla Hal Leonard Corporation, il 1º luglio 1955. Dodd, chitarrista e musicista assunto da Walt Disney come autore di canzoni, ha scritto altre canzoni usate nel corso della serie, come le canzoni del "tema del giorno" cantate nello show.

## Cover
- Julie London – Nice Girls Don't Stay for Breakfast (1967).
- Mannheim Steamroller – Mannheim Steamroller Meets the Mouse (1999).
- Versione eurobeat – Eurobeat Disney (2000), solo per il Giappone registrata da Domino e Dave Rodgers.
- Andrew W.K. – Mosh Pit On Disney (2004).
- D-Metal Stars – Metal Disney (2017), solo per il Giappone con Mike Vescera e Rudy Sarzo.

## In tv e cinema
- M*A*S*H, quinta stagione (1976-77), serie che tratta della Guerra di Corea. La canzone è cantata dal militare "Hawkeye Pierce", Alan Alda, all'interno dell'episodio. Uscito nel 1976, tratta di fatti accaduti nel 1952, tre anni prima che fosse pubblicata la canzone.
- Full Metal Jacket di Stanley Kubrick (1987), film sulla Guerra del Vietnam. La canzone è cantata dai marines americani, con effetto ironico, mentre marciano fuori dalla città dopo la battaglia di Huế.